# The Last Legion
The Last Legion (Nederlands: het laatste legioen) is een Italiaans/Brits/Franse actiefilm uit 2007, geregisseerd door Doug Lefler. De film vertelt het verhaal van de legende van de ontvoering van Romulus Augustulus door de Goten in de laatste jaren van het West-Romeinse Rijk.

## Verhaal
Het is het jaar 476 n.Chr. Het West-Romeinse Rijk staat op punt van vernietiging door de vele aanvallen van Germaanse volkeren zoals de Goten en Saksen. Dan wordt Augustulus, de keizerlijke troonopvolger van het Romeinse Rijk, gevangengezet door de Gotische leider Odoaker. In het voormalige paleis dat als gevangenis dienstdoet vindt hij het zwaard van Julius Caesar. Aurelius, een generaal van een uitgedund legioen, de geleerde Ambrosinus en een vrouwelijke krijger van het Oost-Romeinse Rijk slagen erin hem te bevrijden. Intussen scharen de Romeinse senaat en het leger zich achter Odoaker als hun nieuwe leider. Ook het Oost-Romeinse Rijk erkent Odoaker en weigert Augustulus asiel te verlenen. Terwijl ze achternagezeten worden door Odoaker en zijn leger vluchten ze daarom naar Brittannië, waar het negende legioen gestationeerd is, in de hoop dat dit legioen nog trouw is aan de keizer. Dat legioen is in de loop der jaren echter opgelost in de plaatselijke bevolking, die geterroriseerd wordt door een plaatselijke tiran. Die verslaan ze waarop Augustulus het zwaard van Caesar wegwerpt en ze allen in Brittannië blijven. Het zwaard komt vast te zitten in een rots en raakt overwoekerd. Het wordt jaren later door Augustulus' zoon Arthur gevonden. De nog zichtbare letters van de Latijnse gravering vormen het woord excalibur.

## Rolverdeling
| Acteur          | Personage           | Opmerkingen                                                     |
| --------------- | ------------------- | --------------------------------------------------------------- |
| Colin Firth     | Aurelius            | Generaal en lijfwacht van Augustulus.                           |
| Ben Kingsley    | Ambrosinus / Merlin | Augustulus' voormalig leraar.                                   |
| Aishwarya Rai   | Mira                | Krijger uit het Oost-Romeinse Rijk.                             |
| Peter Mullan    | Odoaker             | Gotische leider die Augustulus ten val brengt.                  |
| Kevin McKidd    | Wulfila             | Odoakers rechterhand.                                           |
| John Hannah     | Nestor              |                                                                 |
| Iain Glen       | Orestes             | vader van Romulus                                               |
| Thomas Sangster | Romulus Augustus    | Augustulus, de laatste (kind)keizer van het West-Romeinse Rijk. |
| Rupert Friend   | Demetrius           |                                                                 |
| Nonso Anozie    | Batiatus            |                                                                 |
| Owen Teale      | Vatrenus            |                                                                 |